# I nuovi ricchi
I nuovi ricchi (Nouveaux riches) è un film del 2023 diretto da Julien Hollande.

## Trama
Youssef Bouahzizi è un esperto truffatore che, dopo una partita fallimentare a poker, conosce la cripto milionaria Stephanie e vede l'occasione per poter saldare i suoi debiti. Quando decide di avvicinarsi a lei scoprirà di non essere l'unico.

## Distribuzione
Il film è stato reso disponibile direttamente su Netflix il 17 novembre del 2023.